# Primera guerra ítalo-etíope
La primera guerra ítalo-etíope (en italiano: guerra di Abissinia o campagna d'Africa orientale) fue un conflicto bélico desarrollado entre 1895 y 1896 en Etiopía, que enfrentó al Reino de Italia y el Imperio de Etiopía a causa de la invasión italiana del territorio etíope. Es uno de los pocos casos exitosos de resistencia de un país africano ante el intento de conquista por parte de una potencia europea en el siglo XIX.
Durante la guerra, los etíopes fueron muy superiores numéricamente, bien armados y con la ayuda de Rusia y Francia con voluntarios, asesores militares, entrenamiento del ejército y la venta de armas. En contraste, el Reino de Italia era un Estado joven, recuperándose de su unificación nacional ocurrida apenas 34 años antes, y su armamento en su mayoría fue reutilizado de décadas anteriores.

## Antecedentes

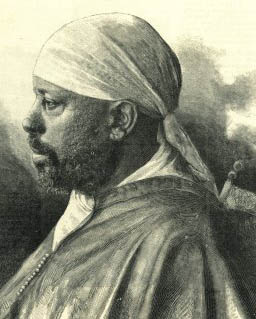
Menelik II, emperador de Etiopía.

El 5 de marzo de 1889, Menelik II, el rey de Shewa, se declaró oficialmente emperador de Etiopía, después de haber conquistado las regiones de Tigray y Amhara con el apoyo del Reino de Italia. Un mes más tarde, firmó el Tratado de Wuchale con el gobierno italiano, el cual presentó dos versiones distintas. En la versión en italiano se establecía a Etiopía como protectorado de Italia y se reconocía el control italiano sobre Eritrea y la costa etíope del mar Rojo, a cambio del reconocimiento al reinado de Menelik II; mientras que la versión en amhárico Etiopía permanecía completamente independiente.

## Fase inicial
En 1893, cuando Menelik II consideraba que su poder se había consolidado, comenzó a impugnar el tratado, en el momento en que los italianos comenzaban a aumentar la presión sobre su gobierno de diversas formas, incluida la anexión de pequeños territorios limítrofes a su reclamación original. Finalmente, en diciembre de 1894, esta presión culminó con una campaña militar en todo el río Mareb en Tigray (en la frontera con Eritrea).
Los italianos esperaban que los diversos pueblos de Tigray se unieran a ellos para combatir a Menelik II, sin embargo, todos los clanes de las etnias tigray y amárica acudieron en ayuda del emperador. Unos, motivados por el nacionalismo para luchar contra el colonialismo italiano, y otros, presionados por el propio Menelik II. Este último, había pasado los últimos cuatro años aumentando el suministro de armas y municiones modernas, adquiridas de los franceses, británicos y de los mismos italianos.
En diciembre de 1894, Bahta Hagos lideró una rebelión contra los italianos en Akkele Guzay, solicitando el apoyo de las fuerzas de Mengesha. Sin embargo, tropas del ejército del general Oreste Baratieri al mando de Pietro Toselli aplastaron la rebelión y mataron a Hagos. Luego, el ejército italiano ocupó Adua, la capital de Tigray. Previendo que las fuerzas de Mengesha invadirían Eritrea, Baratieri se adelantó encontrándolo en la Batalla de Coatit, en enero de 1895. Resultando victoriosos los italianos, persiguieron a las tropas de Mengesha durante su retirada, capturando gran cantidad de armas e importantes documentos que demuestran su complicidad con Menelik. La victoria de esta campaña, junto con las obtenidas contra los mahdistas sudaneses, llevó a los italianos a subestimar las dificultades que deberían enfrentar en la campaña contra Menelik.

## Contraofensiva etíope
Después de un período de varios meses de calma relativa, el siguiente enfrentamiento se produjo en Amba Alagi el 7 de diciembre de 1895, cuando tropas etíopes atacaron las posiciones italianas, obligando a su ejército a replegarse hacia Eritrea. El resto del contingente italiano, bajo el mando del general Giuseppe Arimondi, tuvo que resguardase en la fortaleza de Maqele, aún en construcción.
Arimondi deja una pequeña guarnición de unos 1150 askaris y 200 italianos, comandados por el mayor Giuseppe Galliano, y lleva la mayor parte de sus tropas a Adigrat, donde se concentra el grueso del ejército italiano de Oreste Baratieri. Pocos días más tarde comienzan a llegar las tropas etíopes a Maqele, atacando a los defensores el 20 de diciembre, pero sin lograr derrotarlos.
En los primeros días de enero, el emperador Menelik, lanza fuertes ataques sobre la fortaleza, sitiando a los italianos por 15 días (6 de enero al 21 de enero de 1896), tratando en vano de vencer la defensa italiana, hasta que los defensores reciben la autorización del Cuartel General para rendirse. Menelik, que seguía esperando una solución pacífica a la guerra, les permitió salir de Maqale con sus armas, y provistos de mulas, incluso reincorporarse al ejército de Baratieri.

## La Batalla de Adua

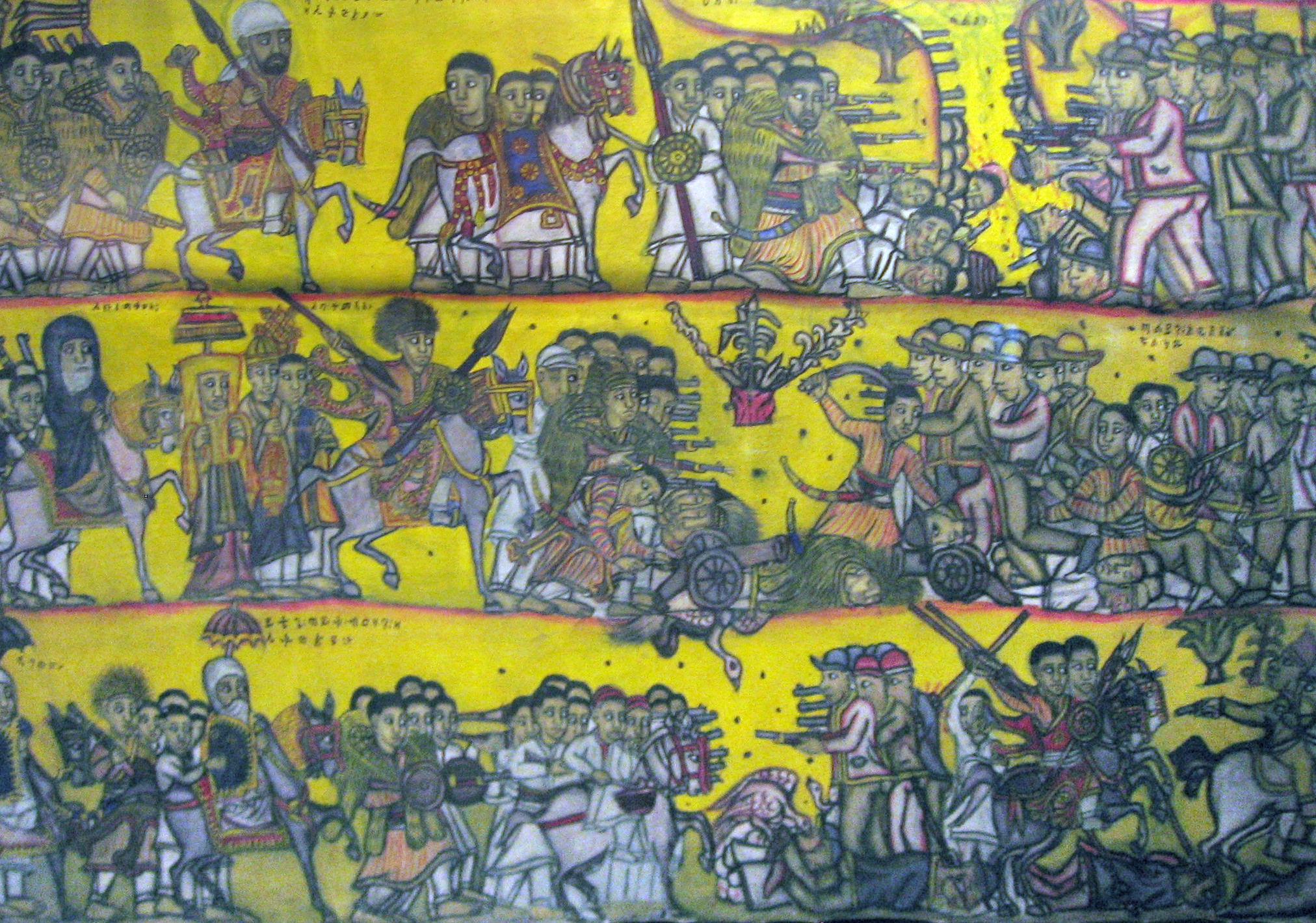
Tapiz etíope con una reproducción de la batalla de Adua.

El 1 de marzo de 1896, el ejército italiano concentró a casi la mitad de las fuerzas que tenía desplegadas en territorio africano, en la zona montañosa de Adua (o Adowa), con el objeto de sorprender al ejército etíope. Las fuerzas italianas estaban compuestas por cuatro brigadas, con un total aproximado de 15 000 soldados, cincuenta y seis piezas de artillería y alrededor de 5000 askaris eritreos. El ejército de Melenik, por su parte, contaba aproximadamente con 120 000 hombres, entre infantería y caballería, con un número indeterminado de cañones.
El General Baratieri había previsto un ataque temprano en la mañana, con la esperanza de que su enemigo se encontraría dormido y poco preparado. Sin embargo, los etíopes habían adelantado sus oficios religiosos, y al enterarse con anticipación de las intenciones italianas, decidieron avanzar al encuentro de los italianos. El resultado fue una amplia victoria para las tropas etíopes de Menelik, la cual se explica principalmente por la desproporción numérica entre las fuerzas beligerantes.
Las bajas italianas alcanzaron, aproximadamente los 5900 entre muertos y desaparecidos, y cerca de 4000 prisioneros. Además, 1200 askaris eritreos resultaron muertos. Los etíopes, por su parte, habían sufrido alrededor de 10 000 bajas, entre muertos y heridos. Los prisioneros italianos fueron tratados como prisioneros de guerra, pero a los 800 askaris eritreos que capturaron, se les consideró traidores por los etíopes, y su castigo fue la amputación de sus manos derechas y sus pies izquierdos.

## Fin de la Guerra

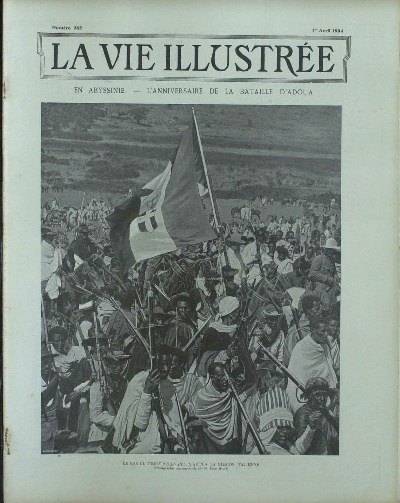
Portada de una revista francesa publicada el 1 de abril de 1904 mostrando a los soldados de Menelik II de Abisinia desfilando en celebración del aniversario de su victoria sobre los italianos.

Luego de la victoria, Menelik se retiró ordenadamente a Adís Abeba, confiado en que el resultado de la batalla resultara decisivo, y la derrota italiana precipitara el fin de la guerra. La tasa de bajas sufridas por las fuerzas italianas en la batalla de Adua era mayor que la de cualquier otra gran batalla europea del siglo XIX. Como consecuencia de esto, diversos motines estallaron en varias ciudades italianas, desencadenando la dimisión del gobierno de Francesco Crispi, dos semanas más tarde, en medio del desencanto con las "aventuras extranjeras". Por su parte, por medio del Tratado de Addis Abeba en octubre de 1896, Menelik había garantizado la delimitación estricta de las fronteras de Eritrea y obligando a Italia a reconocer la independencia de Etiopía.